# Lepidisis evalinae
Lepidisis evalinae is een zachte koraalsoort uit de familie Isididae. De koraalsoort komt uit het geslacht Lepidisis. Lepidisis evalinae werd in 1989 voor het eerst wetenschappelijk beschreven door Bayer. 